# Brunfelsia macroloba
Brunfelsia macroloba är en potatisväxtart som beskrevs av Ignatz Urban. Brunfelsia macroloba ingår i släktet Brunfelsia och familjen potatisväxter. Inga underarter finns listade i Catalogue of Life.